# Hengshan, Anhui
Hengshan (kinesiska: 衡山) är en köping i östra Kina. Den ligger i Huoshan härad i staden Lu'an i provinsen Anhui, omkring 100 kilometer sydväst om provinshuvudstaden Hefei. Antalet invånare är 315 144. Befolkningen består av 154 820 kvinnor och 160 324 män. Barn under 15 år utgör 14,0 %, vuxna 15-64 år 74 %, och äldre över 65 år 10,0 %.